# Хеманта, Джанака
Джанака Хеманта (синг. Janaka Hemantha, род. 28 августа 1979) — шри-ланкийский шоссейный велогонщик.

## Карьера
Джанака Хеманта начала заниматься велоспортом в конце 1990-х, в возрасте 18 или 19 лет, после того, как в юности занимался лёгкой атлетикой. С 2004 года он является военнослужащим Национального военно-морского флота Шри-Ланки и представляет его на местных соревнованиях. Он считается одной из символических фигур шри-ланкийского велоспорта.
В 2006 году он выиграл второй этап Tangalle Cycle Tour, гонки организованной в честь первого года президентства государственного деятеля Шри-Ланки Махинды Раджапаксы. В начале года он принял участие в Туре Таиланда, но был вынужден сойти с гонки на третьем этапе.
В 2008 году в составе сборной Шри-Ланки на туре Тура Пакистана он выиграл седьмой этап проходивший между Мултаном и Сахивалом, и занял пятое место в генеральной классификации. В следующем году он выиграл последний этап и стал победителем в генеральной классификации Air Force Cycle Tour, главном гонке национального календаря.
В сезоне 2010 года он выиграв групповую гонку на Южноазиатских играх, проходивших в Бангладеше. Эта победа знаменовала собой появление шриланкийского велоспорта на международном уровне. По-прежнему выступая за национальную команду, он финишировал двадцатым на чемпионате Азии в индивидуальной гонке и Туре Индии.
Спустя шесть лет после его оглушительного успеха он снова был включён в команду Шри-Ланки для участия в Южноазиатских играх 2016 года, которые проходили в Индии. В индивидуальной гонке на время ему пришлось довольствоваться бронзовой медалью уступив двум индийскими гонщиками. На следующий день он оказался в шаге от подиума в групповой гонке, победу в которой одержал его соотечественник Дживан Джаясингхе.
Женат, имеет сына.

## Достижения
2008
7-й этап Тур Пакистана
2009
Air Force Cycle Tour:
Генеральная классификация
2-й этап
2010
 1-й на Южноазиатских играх — групповая гонка
2011
2-й этап Air Force Cycle Tour
2016
 3-й на Южноазиатских играх — индивидуальная гонка
2017
2-й этап Air Force Cycle Tour
2018
2-й этап Air Force Cycle Tour
2-й на Чемпионат Шри-Ланки — индивидуальная гонка